# Ujung Negeri Kahan
Ujung Negeri Kahan is een bestuurslaag in het regentschap Serdang Bedagai van de provincie Noord-Sumatra, Indonesië. Ujung Negeri Kahan telt 842 inwoners (volkstelling 2010).